# Mont Qingcheng
Le mont Qingcheng (sinogrammes : 青城山 ; pinyin : Qīngchéng Shān ; littéralement : « mont de la cité d'azur ») ou Qingcheng Shan est une montagne sacrée taoïste située dans la province chinoise du Sichuan.
Dans la mythologie taoïste, c'est là que l'empereur Jaune reçut l'enseignement de Ning Fengzhi. La montagne abrite de nombreux temples taoïstes, le mieux préservé étant le temple Jianfu (Jiànfú Gōng), qui accueille encore une centaine de moines, alors qu'il en accueillait 500 avant la révolution culturelle.
Conjointement au système d'irrigation de Dujiangyan, il a été inscrit sur la liste du patrimoine mondial de l'UNESCO en 2000.

## Parc national du système d'irrigation de Dujiangyan / mont Qingcheng
Le système d'irrigation de Dujiangyan est un des plus anciens systèmes d'irrigation du monde. Une branche artificielle du fleuve a été construite il y a plus de 2 000 ans.
Le parc paysager (青城山—都江堰國家級风景名胜区) a été décrété parc national en 1982. C'est l'un des sanctuaires des pandas géants du Sichuan.